# Богатырь, Пётр Устинович
Пётр Устинович Богатырь (1914—1959) — советский военный. Участник Советско-финской и Великой Отечественной войн, Герой Советского Союза (1940). Гвардии подполковник.

## Биография
Родился 18 января 1914 года в селе Гули Могилёвского уезда Подольской губернии (ныне село Барского района Винницкой области Украины) в крестьянской семье. Украинец. Образование 7 классов. После школы работал в колхозе, был секретарём комсомольской организации села.
В ряды Рабоче-Крестьянской Красной Армии призван Барским районным военкоматом Винницкой области Украинской ССР в 1936 году и вскоре направлен в военно-политическое училище. В 1939 году во время учёбы вступил в члены ВКП(б). По окончании училища получил назначение в 97-ю стрелковую дивизию 13-й армии и был назначен политруком 1-й стрелковой роты 136-го стрелкового полка. 30 ноября 1939 года началась Советско-финская война. С февраля 1940 года младший политрук П. У. Богатырь воевал на Карельском перешейке, участвовал в прорыве линии Маннергейма.
22 февраля 1940 года полк, в котором служил Петр Устинович, подошел к урочищу Кууса у современного поселка Климово Выборгского района Ленинградской области, где на высоте 16,6 располагался финский ДЗОТ и вражеские укрепления. В сложных боевых условиях младший политрук произвел разведку местности, что позволило взять высоту 16,6 с минимальными потерями.
В самом конце Зимней войны полк подошел к реке Вуокса. 7 марта 1940 года рота, в которой служил П. У. Богатырь, атаковали финские позиции, но попав под шквальный перекрестный огонь противника, залегла на льду. Командир роты старший лейтенант Глаголь был убит. Младший политрук П. У. Богатырь первым поднялся в атаку и личным примером увлёк бойцов за собой. Тяжело раненый, Петр Устинович продолжал командовать ротой и выполнил боевую задачу.
За геройский подвиг, проявленный при выполнении боевых заданий командования на фронте борьбы с финской белогвардейщиной, указом Президиума Верховного Совета СССР от 7 апреля 1940 года младшему политруку Богатырю Петру Устиновичу было присвоено звание Героя Советского Союза.
Участник Великой Отечественной войны. В 1942 году, окончив Военно-политическую академию им. В. И. Ленина, ушел на фронт. Воевал военкомом на Юго-Западном и Донском фронтах.
С июля 1943 года гвардии майор П. У. Богатырь сражался на Северо-Западном фронте в должности заместителя командира 21-й гвардейской миномётной бригады по политической части. За отличие в летних боях 1943 года под Старой Руссой был награждён орденом Отечественной войны 1-й степени. В составе 21-й гвардейской миномётной бригады участвовал в Старорусско-Новоржевской и Прибалтийской операциях, освобождал город Ригу. Войну закончил в составе 2-го Прибалтийского фронта.
С 1946 года гвардии подполковник П. У. Богатырь в запасе. После увольнения из армии работал на Дальнем Востоке.
С 1954 года жил в селе Филькино Серовского района Свердловской области.
29 сентября 1959 года скончался. Похоронен в селе Филькино Серовского городского округа Свердловской области.

## Награды
- Медаль «Золотая Звезда» (07.04.1940);
- орден Ленина (07.04.1940);
- орден Отечественной войны 1-й степени (28.09.1943);
- медали, в том числе Медаль «За боевые заслуги» (05.11.1946)[1], Медаль «За победу над Германией в Великой Отечественной войне 1941—1945 гг.» (13.08.1945)[2].

## Документы
- Общедоступный электронный банк документов «Подвиг Народа в Великой Отечественной войне 1941—1945 гг.» Архивировано 13 марта 2012 года.

Представление к званию Героя Советского Союза. Архивировано 12 мая 2013 года.
Орден Отечественной войны (наградной лист и приказ о награждении). Архивировано 12 мая 2013 года.